# خانية قره داغ
خانية قره داغ كانت خانية تأسست في القرن الثامن عشر، وعاصمتها أهر.

## الخانية
تأسست الخانات في عام 1747 على يد كاظم خان قره داخلي ككيان مستقل. كانت أراضيها تحدها من الشرق طالش، ومن الجنوب أردبيل وتبريز، ومن الغرب خوي، ومن الشمال خانات نخجوان وقره باغ وخانية جواد [الإنجليزية].[بحاجة لمصدر] تتألف أراضي الخانات في الغالب من أونغوت ، كارمادوز ، شلابيان ، كيفان ، أرازبار ، ديزمار، أوزومديل، حسنوب، كاليبار، حسينيلي، يافت، جاراجورو، دودانغا، شاردانجا، ديكلا، بادبستان، وهورات محل. انتهج المؤسس كاظم خان سياسة حكيمة في تعامله مع الإقطاعيين المجاورين. كان أكثر انشغالًا بالشؤون الداخلية والإنشاءات وبناء العديد من المباني العامة في عاصمة الخانات أهار. كانت الخانات تحت التبعية السياسية لخانية كاراباخ لفترة من الوقت. في عام 1761 فتحها كريم خان زند وفي عام 1791 فتحها محمد خان قاجار. في عام 1808 أُلغيَت الخانية نهائيا.[بحاجة لمصدر]

## الحكام
1. كاظم خان كرادداخلي — 1748-1752
2. مصطفكولي خان — (1763-1782، 1786-1791)
3. إسماعيل خان — (1782-1783، 1791-1797)
4. نجفكولي خان — (1783-1786)
5. عباسكولي خان — (1797-1813)
6. محمدكولي خان — (1813-1828)

## العائلة الحاكمة
تنتمي العائلة الحاكمة في الخانات إلى عشيرة توكماكلو من التركمان الأوستاجلو. منحهم طهماسب الأول باعتبارهم أمراء وراثيين لقره داغ، وكانوا في المرتبة الثامنة في التسلسل الهرمي للقزلباش. أقدم أسلافهم المعروفين هو إلياس خليفة الذي ولد في سيواس .[بحاجة لمصدر]
- إلياس خليفة (حوالي 1500)
- شمس الدين خليفة (ت. 1603)
- إلياس خليفة الثاني (ت. 1610)
- برهان الدين خليفة (حوالي 1611)
- شمس الدين خليفة الثاني (لا توجد مشاكل)
- أحمد خليفة
- محمود سلطان
- السلطان باياندور (حوالي 1701)
- محمد قاسم خان (ت. 1721)
- عبد الرزاق خان (خان، لاحقًا في عام 1725، باشا الإمبراطورية العثمانية ؛ ت. 1729)
- كاظم خان (حكم 1730-1763)
- مصطفى كولي خان (حكم من 1763 إلى 1782، من 1786 إلى 1791)
- إسماعيل خان (حكم من 1782 إلى 1783، من 1791 إلى 1797)
- عباسكولي خان (حكم 1797-1813)
- محمدكولي خان — (حكم ١٨١٣-١٨٢٨؛ ت. ١٨٤٠)
- حسنلياغا خان (و. 1820، ت. 1847)
- حسن علي خان كاراداخسكي (1848-1929)
- محمد حسين خان (و. 1827، ت. 1891)
- ساداتقلي خان
- نجفكولي خان (حكم ١٧٨٣-١٧٨٦؛ ت. ١٨١٨)